# All Eyez on Me
All Eyez on Me dvostruki je studijski album američkog repera Tupaca Shakura. Na tržište je izašao 13. veljače 1996. Jedan je od najznačajnijih hip-hop albuma uopće. Album se sastoji od 27 pjesama i 4 singla. Tupac je album završio za 2 tjedna, a prodao je 566,000 kopija u prvom tjednu te tako najavio svoj veliki uspon. Sveukupno je prodano preko 20 milijuna primjeraka diljem svijeta i postiglo odlikovanje Diamond Album.
Poznat je po singlima "California Love" s Dr. Dreom i po "2 of Americaz Most Wanted" sa Snoop Doggom. Album je i osvojio Soul Train Award nagradu za najbolji rap album godine, te je nominovan za Grammy nagradu 1996 godine. Mnogi ovaj album smatraju najboljim rap albumom svih vremena. Ovo je i ujedno posljednji album koji je Tupac objavio prije svoje tragične smrti 1996 godine.

## Singlovi

### 1. dio
| #  | Naziv                       | Gost(i)                                                     | Producent(i)           |
| -- | --------------------------- | ----------------------------------------------------------- | ---------------------- |
| 1  | "Ambitionz Az a Ridah"      |                                                             | Daz Dillinger          |
| 2  | "All About U"               | Dru Down; Hussein Fatal; Nate Dogg; Snoop Dogg; Yaki Kadafi | 2Pac; Johnny "J"       |
| 3  | "Skandalouz"                | Nate Dogg                                                   | Daz Dillinger          |
| 4  | "Got My Mind Made Up"       | Dat Nigga Daz; Kurupt; Method Man; Redman                   | Daz Dillinger          |
| 5  | "How Do U Want It"          | K-Ci and JoJo                                               | Johnny "J"             |
| 6  | "2 of Amerikaz Most Wanted" | Snoop Dogg                                                  | Daz Dillinger          |
| 7  | "No More Pain"              |                                                             | DeVante Swing          |
| 8  | "Heartz of Men"             |                                                             | DJ Quik                |
| 9  | "Life Goes On"              |                                                             | Johnny "J"             |
| 10 | "Only God Can Judge Me"     | Rappin' 4-Tay                                               | Doug Rasheed           |
| 11 | "Tradin War Stories"        | C-Bo; Dramacydal; Outlawz; Storm                            | Mike Mosley; Rick Rock |
| 12 | "California Love (RMX)"     | Dr. Dre; Roger Troutman                                     | Dr. Dre                |
| 13 | "I Ain't Mad at Cha"        | Danny Boy                                                   | Daz Dillinger          |
| 14 | "What'z Ya Phone #"         | Danny Boy                                                   | 2Pac; Johnny "J"       |

### 2. dio
| #  | Naziv                         | Gost(i)                                              | Producent(i)           |
| -- | ----------------------------- | ---------------------------------------------------- | ---------------------- |
| 1  | "Can't C Me"                  | George Clinton                                       | Dr. Dre                |
| 2  | "Shorty Wanna Be a Thug"      |                                                      | Johnny "J"             |
| 3  | "Holla at Me"                 | Jewell                                               | Bobby "Bobcat" Ervin   |
| 4  | "Wonda Why They Call U Bitch" |                                                      | Johnny "J"             |
| 5  | "When We Ride"                | The Outlawz                                          | DJ Pooh                |
| 6  | "Thug Passion"                | Dramacydal; Jewell; Storm                            | Johnny "J"             |
| 7  | "Picture Me Rollin"           | Big Syke; Capital Punishment Organization; Danny Boy | Johnny "J"             |
| 8  | "Check Out Time"              | Big Syke; Kurupt                                     | Johnny "J"             |
| 9  | "Ratha Be Ya Nigga"           | Richie Rich                                          | Doug Rasheed           |
| 10 | "All Eyez on Me"              | Big Syke                                             | Johnny "J"             |
| 11 | "Run tha Streetz"             | Michel'le; Mutah; Storm                              | Johnny "J"             |
| 12 | "Ain't Hard 2 Find"           | B-Legit; C-Bo; E-40; Richie Rich; D-Shot             | Mike Mosley; Rick Rock |
| 13 | "Heaven Ain't Hard 2 Find"    | Danny Boy                                            | QDIII                  |